# 恋空リサイクリング
「恋空リサイクリング」（こいぞらリサイクリング）は、のみこの5枚目のシングル。2009年3月25日にLantisから発売された。

## 概要
前作「ミラクル☆ハニー」から約1年ぶりのリリース。表題曲「恋空リサクリング」は、テレビアニメ『アキカン!』のエンディングテーマとして使用された。ジャケットイラストには、メロンの着せ替えイラストがプリントされている。

## 収録曲
（全作詞・作曲・編曲：TECHNOBOYS PULCRAFT GREEN-FUND）
1. 恋空リサイクリング のみこ featuring メロンソーダ [1:29]
2. 恋空リサイクリング のみこ featuring 粒入りグレープジュース [1:29]
3. 恋空リサイクリング のみこ featuring ジンジャーエール☆（ドライ）[1:30]
4. 恋空リサイクリング のみこ featuring 烏龍茶（特級） [1:30]
5. 恋空リサイクリング のみこ featuring 日本茶（煎茶） [1:29]
6. 恋空リサイクリング のみこ with k.moriy featuring コーラ! [1:30]
7. 恋空リサイクリング のみこ with Little Non featuring エナジードリンク [1:30]
8. 恋空リサイクリング のみこ おでん缶 [1:30]
9. 恋空リサイクリング のみこ with ちゃーみー♡くいーん featuring ピーチネクター [1:30]
10. 恋空リサイクリング のみこ featuring Afternoon紅茶 [1:30]
11. 恋空リサイクリング のみこ featuring コーヒー（ブラック,無糖） [1:30]
12. 恋空リサイクリング のみこ featuring お汁粉 [1:30]
13. 恋空リサイクリング のみこ feat.初音ミク featuring みっくちゅじゅーちゅ [1:30]

## タイアップ
| 曲名                                                                        | タイアップ                                                   |
| --------------------------------------------------------------------------- | ------------------------------------------------------------ |
| 恋空リサイクリング のみこ featuring メロンソーダ                            | テレビアニメ『アキカン!』第1話エンディングテーマ             |
| 恋空リサイクリング のみこ featuring 粒入りグレープジュース                  | テレビアニメ『アキカン!』第2話エンディングテーマ             |
| 恋空リサイクリング のみこ featuring ジンジャーエール☆（ドライ）             | テレビアニメ『アキカン!』第3話エンディングテーマ             |
| 恋空リサイクリング のみこ featuring 烏龍茶（特級）                          | テレビアニメ『アキカン!』第4話エンディングテーマ             |
| 恋空リサイクリング のみこ featuring 日本茶（煎茶）                          | テレビアニメ『アキカン!』第5話エンディングテーマ             |
| 恋空リサイクリング のみこ with k.moriy featuring コーラ!                    | テレビアニメ『アキカン!』第6話エンディングテーマ             |
| 恋空リサイクリング のみこ with Little Non featuring エナジードリンク        | 特番『アキカン! 〜予定通り特番キター!〜』 エンディングテーマ |
| 恋空リサイクリング のみこ with Little Non featuring おでん缶                | テレビアニメ『アキカン!』第7話エンディングテーマ             |
| 恋空リサイクリング のみこ with ちゃーみー♡くいーん featuring ピーチネクター | テレビアニメ『アキカン!』第8話エンディングテーマ             |
| 恋空リサイクリング のみこ featuring Afternoon紅茶                           | テレビアニメ『アキカン!』第9話エンディングテーマ             |
| 恋空リサイクリング のみこ featuring コーヒー（ブラック,無糖）               | テレビアニメ『アキカン!』第10話エンディングテーマ            |
| 恋空リサイクリング のみこ featuring お汁粉                                  | テレビアニメ『アキカン!』第11話エンディングテーマ            |
| 恋空リサイクリング のみこ feat.初音ミク featuring みっくちゅじゅーちゅ      | テレビアニメ『アキカン!』第12話エンディングテーマ            |